# Anomobryum subnitidum
Anomobryum subnitidum är en bladmossart som beskrevs av Jules Cardot och Potier de la Varde 1923. Anomobryum subnitidum ingår i släktet Anomobryum och familjen Bryaceae. Inga underarter finns listade i Catalogue of Life.